# Santiago 73, post mortem
Pour plus de détails, voir Fiche technique et Distribution.
Santiago 73, post mortem (titre original : Post mortem) est un film coproduit par le Chili, le Mexique et l'Allemagne et réalisé par Pablo Larraín en 2010.

## Synopsis
À Santiago du Chili, en septembre 1973, Mario, fonctionnaire à l'Institut médico-légal, la quarantaine environ, retranscrit des rapports d'autopsie. Sa seule passion c'est Nancy, sa voisine du trottoir d'en face qu'il ne cesse d'admirer. Celle-ci est une danseuse de cabaret, vivant chez ses parents et refusant d'admettre son âge. Elle ignore l'existence même de Mario. Ils parviennent cependant à lier connaissance, mais les événements politiques - le coup d'État militaire d'Augusto Pinochet - interrompent brutalement cette aventure. Un matin, au réveil, Mario trouve l'appartement de Nancy abandonné et saccagé. À la morgue où travaille Mario, les cadavres s'entassent, y compris celui du Président de la République, Salvador Allende.

## Fiche technique
- Titre original : Post mortem
- Titre français : Santiago 73, post mortem
- Réalisation : Pablo Larraín
- Scénario : P. Larrain, Mateo Irribaren
- Conseiller au scénario : Eliseo Altunaga
- Photo : Sergio Armstrong, couleurs
- Montage : Andrea Chignoli
- Son : Miguel Hormazábal
- Producteur : Juan De Dios Larrain
- Durée : 98 minutes
- Pays d'origine :  Chili/ Mexique/ Allemagne
- Année de réalisation : 2010
- Sortie en  France : 16/02/2011
- Genre : Film dramatique

## Distribution
- Alfredo Castro : Mario Comejo
- Antonia Zegers : Nancy Puelmas, la voisine de Mario, danseuse de cabaret
- Jaime Vadell : le docteur Castillo, supérieur de Mario à l'Institut médico-légal
- Amparo Noguera : Sandra Carreño, la collègue de Mario
- Marcelo Alonso : Victor, l'amant communiste de Nancy
- Marcial Tagle : le capitaine Montes

## Le point de vue de Patricio Guzman
Documentariste chilien, exilé en France depuis le coup d'État de septembre 1973, auteur d'une trilogie désormais historique La Bataille du Chili (1975-1979), Patricio Guzman reproche à Pablo Larraín d'avoir peut-être « sacrifié le travail d'enquête à un exercice de style. » Toutefois, son jugement est tempéré par ce point de vue : « Le film reste pour moi une sorte de mystère excentrique, mais j'en reconnais la valeur et l'honnêteté. Il a réussi à faire de son personnage la quintessence de cette médiocrité et de cette grisaille qui aboutissent au fascisme. Il a su imposer, avec audace, une atmosphère extrêmement inquiétante, et faire de son film une sorte de bombe silencieuse. ».
Par ailleurs, Jacques Mandelbaum estime que les deux réalisateurs, malgré ce qui les sépare, « sont aussi soucieux l'un que l'autre de lutter contre l'occultation historique des années noires. ». L'aîné, Patricio Guzman, ayant vécu le coup d'État, a choisi la voie du documentaire pour témoigner ; l'autre, beaucoup plus jeune, devenu adulte au moment du processus de démocratisation, utilise la fiction pour aborder de l'intérieur l'histoire de son pays.

## Récompense
- Festival international du film de Carthagène 2013 : Meilleur film